# Мишуренко, Александр Владимирович
Александр Владимирович Мишуренко (укр. Олександр Володимирович Мішуренко; род. 25 октября 1988, Никополь, Днепропетровская область) — украинский футболист, нападающий

## Биография
Родился 25 октября 1988 года в Никополе Днепропетровской области. Его отец занимался футболом, играл в чемпионате Никопольского района. Александр начал заниматься футболом в шесть лет. Его первый тренер — Николай Гаман. В детско-юношеской футбольной лиге Украины выступал за никопольске «Колос» (2001—2002), «Обрий-Трубник» (2002—2003) и «Электрометаллург-НЗФ» (2004—2005). Тренировался вместе с Игорем Литовкой.
В 2007 году начал выступать за днепропетровский «Штурм» в матчах на чемпионат города. Следующие два года Мишуренко провёл в стане «Никополя», игравшем в чемпионате Днепропетровской области. С 2010 по 2012 год являлся игроком «Колоса», представлявшего Никопольский район. В составе команды трижды становился победителем областного первенства (2010, 2011 и 2012), обладателем Суперкубка Днепропетровской области 2011 года, финалистом Кубка Николая Кудрицкого 2010 года и чемпионом Украины среди сельских команд 2012 года и Кубка народной газеты Днепропетровщины «Зоря» 2012 года.
В 2013 году в составе «Никополя» стал бронзовым призёром чемпионата Днепропетровской области. В 2014 году некоторое время играл за «Вектор» из села Богатыревка в чемпионате Запорожской области. Кроме того, в 2014 году стал лучшим бомбардиром чемпионата Никополя по мини-футболу в составе команды «Миттал».
В 2015 году выступал за ВПК-Агро в чемпионате области и любительском чемпионате Украины. Вместе с командой дошёл до полуфинала Кубка Приднепровья и стал победителем Суперкубка области. Параллельно с играми в футбол, Мишуренко выступал в любительской футзальной лиге Украины за «Бразерс-Варна» из Никополя.
Летом 2015 года перешёл в «Ингулец». Вместе с командой стал победителем любительского чемпионата Украины 2015 года. В сезоне 2015/16 команда начала выступать во Второй лиге Украины. Дебют Мишуренко на данном турнире состоялся Мишуренко 26 июля 2015 года в матче против горноставского «Мира» (3:1). В феврале 2016 года команда стала победителем Кубка Приднепровья. По итогам сезона команде удалось завоевать бронзовые награды Второй лиги и выйти в Первую лигу Украины. Первую половину следующего сезона нападающий провёл в составе «Ингульца-2», который был заявлен для участия во Второй лиге. Отыграв полгода за фарм-клуб, Мишуренко продолжил выступления основном составе «Ингульца» в Первой лиге. В сезоне 2018/19 «Ингулец» дошёл до финала Кубка Украины, где в финале уступил донецкому «Шахтёру» (0:4). По итогам сезона 2019/20 команда заняла третье место в Первой лиге Украины и получила право участвовать в Премьер-лиге. Дебют Мишуренко в чемпионате Украины состоялся 13 сентября 2020 года в матче против полтавской «Ворсклы» (0:2). В октябре 2020 года футболист обратился к руководству клуба с просьбой предоставить ему статус свободного агента по семейным обстоятельствам.
Новой командой Мишуренко стал криворожский «Кривбасс» из Второй лиге Украины, куда его пригласил главный тренер Геннадий Приходько. Уже в первом матче за новую команду против новокаховской «Энергии», состоявшемся 17 октября 2020 года, Мишуренко отметился голом, а сама встреча завершилась победой криворожан (4:2).
Перед началом сезона 2021/22 Александр перешёл в томаковский Скорук, который будет выступать во
Второй лиге Украины. Первый гол за Скорук забил 6 октября 2021 года в ворота Виктории (Николаевка)
В матче против «СК Полтавы» 9 сентября оформил первый хет-трик в профессиональной карьере.

## Достижения
«Ингулец»
- Бронзовый призёр Первой лиги Украины: 2019/20
- Бронзовый призёр Второй лиги Украины: 2015/16
- Финалист Кубка Украины: 2018/19

«Кривбасс»
- Серебряный призёр Второй лиги Украины: 2020/21

## Статистика
| Сезон   | Клуб        | Лига                 | Чемпионат | Чемпионат | Кубок | Кубок | U-21 | U-21 |
| Сезон   | Клуб        | Лига                 | Игры      | Голы      | Игры  | Голы  | Игры | Голы |
| ------- | ----------- | -------------------- | --------- | --------- | ----- | ----- | ---- | ---- |
| 2015/16 | Ингулец     | Вторая лига Украины  | 22        | 5         | 2     | 1     | —    | —    |
| 2016/17 | Ингулец     | Первая лига Украины  | 9         | 4         | 1     | 0     | —    | —    |
| 2016/17 | → Ингулец-2 | Вторая лига Украины  | 18        | 10        | —     | —     | —    | —    |
| 2017/18 | Ингулец     | Первая лига Украины  | 34        | 4         | 1     | 1     | —    | —    |
| 2018/19 | Ингулец     | Первая лига Украины  | 23        | 2         | 4     | 0     | —    | —    |
| 2019/20 | Ингулец     | Первая лига Украины  | 27        | 8         | 1     | 1     | —    | —    |
| 2020/21 | Ингулец     | Премьер-лига Украины | 4         | 0         | 1     | 0     | 1    | 1    |
| 2020/21 | Кривбасс    | Вторая лига Украины  | 8         | 3         |       |       | —    | —    |
| 2021/22 | Скорук      | Вторая лига Украины  | 21        | 6         | 2     | 0     | —    | —    |